# Carmelo Gómez
Carmelo Gómez Celada (Sahagún, 2 januari 1962) is een Spaans acteur. Hij won de Goya voor beste acteur voor zijn rol in Días contados en de Goya voor beste bijrol voor zijn rol in El método. 

## Filmografie (selectie)
- 1992 - Vacas
- 1993 - La ardilla roja
- 1994 - Canción de cuna
- 1994 - El detective y la muerte
- 1994 - Días contados
- 1996 - Tierra
- 1996 - El perro del hortelano
- 1997 - Secretos del corazón
- 1998 - Mararía
- 1999 - Entre las piernas
- 2000 - El portero
- 2003 - Grimm
- 2005 - El método
- 2007 - Oviedo Express